# Despierta Los Niños
Despierta Los Niños, en spansk fras som betyder Väck barnen, är en EP inspelad av Mindless Self Indulgence år 2003. Albumet var ursprungligen endast menat att säljas under turnéer. Den första utgåvan tog dock slut och de var tvungna att framställa fler exemplar. Under resten av turnén såldes EP:n, och när turnén var slut sålde de resten av musikskivorna i sin officiella webbshop.

## Låtlista
1. Wack! (2:10)
2. Brooklyn Hype (Part One) (2:25)
3. Capitol P (1:57)
4. Molly (Live) (2:00)
5. Alienating Our Audience (2:04)
6. Joke (1:59)